# Тома Делен
Тома Делен (фр. Thomas Delaine, нар. 24 березня 1992, Ланс, Франція) — французький футболіст, захисник клубу «Страсбур».

## Ігрова кар'єра
Народився у Лансі і займатися футболом почав у місцевому клубі, де тривалий час грав за молодіжну команду, а пізніше за другий склад «Ланса» у Національному чемпіонаті. Ще два сезони футболіст також відіграв у тому ж дивізіоні у клубі «Аррас».
У Делена вже виникали думки завершити футбольну кар'єру, та влітку 2017 року клуб «Париж» запропонував йому професійний контракт. І в складі столичної команди Делане дебютував на професійному рівні у Лізі 2.
Через рік футболіст перейшов до складу «Меца», з яким вже у першому сезону виграв Лігу 2 і в серпні 2019 року зіграв свою першу гру у турнірі Ліги 1. У травні 2022 року Делане перейшов до «Страсбура», з яким підписав трирічний контракт.

## Титули
Мец
- Переможець Ліги 2: 2018/19